# Hyphoporus interpulsus
Hyphoporus interpulsus är en skalbaggsart som först beskrevs av Walker 1858.  Hyphoporus interpulsus ingår i släktet Hyphoporus och familjen dykare. Inga underarter finns listade i Catalogue of Life.